# Alendo
Alendo és un poble del terme municipal de Farrera, a la comarca del Pallars Sobirà.
Està situat a 1.278,3 metres d'altitud, a prop i a ponent del poble de Farrera. És a l'extrem sud-oriental del Serrat de Santa Eulàlia, en una carena emmarcada a ponent pel Barranc de Mallolís i a llevant pel Barranc de la Coma de Farrera.
Hi destaca l'església romànica de Santa Eulàlia d'Alendo, separada uns 150 metres al nord-nord-oest del poble. Dins d'aquest destaquen les cases de Cal Cotè, Cal Jutge i Cal Pubill. A llevant del poble s'estenen els Camps d'Alendo. S'hi arriba en poc més d'un quilòmetre per una pista en bon estat que surt de l'extrem meridional de Farrera.
El poble d'Alendo és un dels documentats des de més antic de la Coma de Burg, a la qual pertany. Posseïa un castell, documentat des de la segona meitat del segle xi, del qual no en queda res.

## Etimologia
Segons Joan Coromines, Alendo és un altre dels molts topònims pallaresos d'origen basc. Està format per dos ètims: ilin (farina) i bide (camí). Seria, doncs, el camí de la farina; Alendo era en el camí que unia la Coma de Burg, on hi havia els camps de cereals, i la Noguera de Cardós, on hi havia els molins per a moldre el gra.

## Geografia

### El poble d'Alendo
El petit poble d'Alendo és allargassat en una carena, amb les cases esglaonades de sud-est a nord-oest, formant una línia que no arriba a carrer, amb l'església al capdavall, nord-oest, a la mateixa carena, una mica distanciada.

#### Les cases del poble[2]
| - Casa Cotè - Casa Fera | - Casa Jutge - La Rectoria | - Casa Pubill |

## Història

### Edat contemporània
Pascual Madoz dedica un article del seu Diccionario geográfico... a Alendo. Hi diu que és una localitat que depèn civilment i eclesiàstica de Farrera, situada entre dos barrancs, entre Farrera i Mallolís. La combaten principalment els vents del nord, i el clima, tot i que fred, és força sa. Tenia en aquell moment 3 cases sobre un penyal i l'església de Santa Eulàlia, annexa de la de Farrera. L'edifici és petit i de mesquina factura. El territori és molt escabrós, de secà i poc fèrtil; abraça uns 60 jornals de cultiu i 25 de prats artificials. S'hi produïa molt poc blat, sègol, civada, patates i molts pèsols. S'hi criaven ovelles, cabres i porcs, amb el vacum necessari per a les feines del camp. Comptava amb 4 veïns (caps de casa) i 25 ànimes (habitants).